# Estación de Barrillos
Barrillos es un apeadero ferroviario situado en el municipio español de La Ercina en la provincia de León, población de Barrillos de las Arrimadas, comunidad autónoma de Castilla y León. Forma parte de la red de ancho métrico de Adif, operada por Renfe Operadora a través de su división comercial Renfe Cercanías AM. Está integrada dentro del núcleo de Cercanías León al pertenecer a la línea C-1f, que une la estación de León-Matallana con la estación de Cistierna. Algunos servicios se prolongan hasta la estación de Guardo-Apeadero. 

## Situación ferroviaria
La estación se encuentra en el punto kilométrico 37,6 de la línea férrea de ancho métrico de Bilbao a La Robla y León (conocido como Ferrocarril de La Robla), entre el apeadero de La Devesa y la estación de La Ercina, a 1034,43 metros de altitud. El kilometraje se corresponde con el del histórico trazado de La Robla a Bilbao, tomando la primera como punto de partida. El tramo es de vía única y no está electrificado. Según Adif, la denominación oficial de la línea a la que pertenece la estación es la 08-790 (Asunción Universidad-Aranguren).

## Historia
La estación no forma parte de las originales de la línea, siendo creada en los años 60, sin embargo su tendido ferroviario fue abierto al tráfico el 20 de junio de 1893 con la puesta en marcha del tramo Boñar-Cistierna de la línea que pretendía unir La Robla con Bilbao. Con posterioridad, la línea fue oficialmente inaugurada el 11 de agosto de 1894. La Robla y Bilbao no quedaron definitivamente unidas hasta 1902.
Las obras y la explotación inicial de la concesión corrieron a cargo de la Sociedad del Ferrocarril Hullero de La Robla a Valmaseda, S.A. (que a partir de 1905 pasó a denominarse Ferrocarriles de La Robla, S.A.). En 1943 Se renovó con carril de 34 kg/m, los 9 200 m de carril de 23,5 kg/m situados entre las estaciones de La Ercina y Boñar, tramo al que pertenece esta estación
En 1972, FEVE compró la compañía debido a la decadencia que padecía la línea, provocada por la falta de rentabilidad que sufrió la industria del carbón. Sin embargo, bajo el mandato de la empresa pública la explotación empeoró y la línea se cerró en 1991.
Esta medida no fue bien aceptada por los vecinos de las zonas afectadas que pidieron su reapertura. A partir de 1993, la línea comenzó a prestar servicio por tramos y el 19 de mayo de 2003, merced a un acuerdo con el Gobierno de Castilla y León, se reanudó el tráfico de viajeros entre León y Bilbao.
El 1 de enero de 2013, se disolvió la empresa Feve en un intento del gobierno por unificar vía ancha y estrecha, encomendándose la titularidad de las instalaciones ferroviarias a Adif y la explotación de los servicios ferroviarios a Renfe Operadora, distinguiéndose la división comercial de Renfe Cercanías AM para los servicios de pasajeros y de Renfe Mercancías para los servicios de mercancías.

## La estación
Se encuentra algo retirada del casco urbano, en la zona norte del mismo. Para acceder a la instalación, hay que abandonar la carretera local LE-4606 y, pasando por la población, tomar un puente sobre la carretera que acabamos de abandonar. Debido a su relativa reciente apertura, no dispone sino de un simple refugio para los usuarios, situado a la derecha de las vías en kilometraje ascendente. Junto al andén discurre la única vía principal.

## Servicios ferroviarios

### Cercanías
Forma parte de la línea C-1f (León - Cistierna) de Cercanías León. Las circulaciones que prestan servicio a esta estación son las que realizan el recorrido hasta Cistierna efectuando parada en todas las estaciones del recorrido. La frecuencia que presenta es de 6 trenes diarios por sentido, tanto los días laborables como los sábados y festivos. Algunos servicios prolongan el recorrido desde León hasta Guardo-Apeadero.
Las conexiones ferroviarias entre Barrillos y el resto de estaciones de la línea, para los trayectos de cercanías, se efectúan con composiciones serie 2700 y de la serie 2600.
| procedencia/destino | < estación | Línea | estación > | destino/procedencia |
| ------------------- | ---------- | ----- | ---------- | ------------------- |
| León-Matallana      | La Devesa  |       | La Ercina  | Guardo-Apeadero     |